# Повстання Острянина
Повстання Острянина — козацьке повстання у 1638 році в Україні під керівництвом гетьмана запорізьких нереєстрових козаків Якова Острянина проти шляхти.
Найближчим помічником Острянина був Карпо Скидан, що брав участь у козацько-селянському повстанні 1637 року. Вони розіслали листи в різні місця України із закликом до повстання, а також звернулися по допомогу до донських козаків, з якими з давніх часів мали тісні зв'язки.

## Передумови
Головною причиною козацько-селянських повстань 30-х років XVII століття було посилення соціально-релігійного конфлікту на території Подніпров'я і всієї південно-східної України. У цей час здебільшого уже закінчилися або закінчувалися строки «слобод», «волі», які давалися селянам на 20 — 40 років українськими та польськими магнатами при освоєнні ними нових земель наприкінці 16 століття. Тепер селяни мали вертатися до стандартної роботи при шляхетських маєтках, зокрема виконувати панщину. Виписані козаки особливо були невдоволені своїм становищем, відчуття незадоволення не скінчилося й після повстання під керівництвом Павлюка.
По поразці під Кумейками і Боровицею залишки повстанців під проводом Гуні і Скидана відступили в Запорозьку Січ, де зосередилися нереєстрові козаки-випищики, що готувалися для дальшої боротьби. Козацтво чекало тільки весни, щоб піднятися наново та спробувати взяти реванш за програну справу.

## Хід повстання
Згідно з «Літописом Величка» у березні 1638 року напередодні походу, Острянин, що був обраний гетьманом, звернувся з універсалом до українського народу, оповіщаючи, що йде: 
| «… постановилисмо згодною порадою и совітомъ рушати зъ Коша Запорожского зъ войскомъ на Украину Малороссійскую, для видвигненя при помощи Божой васъ, народа нашого Православославного отъ ярма, порабощенія и мучителства тиранского Леховского, и для отмщенія починенихъ обидъ, разореній и мучителскихъ ругателствъ вамъ браті[ї] нашой шляхетне урожоной и всему посполству рода Руского, въ Малой Росіи по обоимъ сторонамъ Дніпра мешкаючого.»[1] |
Острянин закликав населення приставати до повстанців, щойно вони з'являться на території староств, а поки що потай готуватися до війни і дуже остерігатися реєстровців: 
| «Однакъ тотъ приборъ, свой чиніте скрито и невідомо (…). А Козаковъ реестровихъ, отродковъ и отщепенцовъ нашихъ, для власнихъ користей и приватъ своихь, о упадокъ отчизни недбаючихъ, яко ядовитой ехидни стережітеся и крійтеся.»[2] |
Універсали ширилися по Україні і доходили аж до Покуття. Їх розвозили і розносили старці-бандуристи, підлітки і, за словами Острянина, навіть черниці. Люди почали готуватися до повстання: одні йшли на Запоріжжя, інші відправляли туди продовольство, гроші, порох тощо.
Невдовзі повстанські загони вирушили із Запоріжжя. Вони розділилися на три частини. Перша з них під проводом Острянина, просуваючись лівим берегом Дніпра, зайняла
Кременчук і повернула на Хорол і Омельник. Запорізька флотилія на чолі з Гунею на чайках піднялася по Дніпру і зайняла перевози в Кременчуці, Максимівці, Бужині й Чигирин-Діброві. Скидан з рештою війська пішов правим берегом Дніпра і зайняв Чигирин.
Найближча мета, яку перед собою поставили повстанці, полягала у винищенні частини коронного війська, що стояло на Лівобережжі під начальством С.Потоцького. Це складне завдання мав розв'язати Острянин з головними повстанськими силами. Щоб позбавити противника переправитися на правий берег, Гуня ставив на перевозах охорону. Скидан мав затримувати й розбивати ті війська, які йтимуть на допомогу Потоцькому.
Хоч Острянин рухався з великою обережністю, Потоцький дістав відомості про повстанців і рушив їм назустріч. З ним пішов Караїмович з реєстровцями. Сили Острянина були ще замалі і він вирішив оборонятися, зайнявши найближчий придатний для цього пункт.
На початку травня під містечком Голтва, що належало Яремі Вишневецькому, повстанці отаборилися. Острянин обрав місце для свого табору вдало: Говтва стояла на високому місці, при впадінні річки Голтва в Псел. Місто, огорожене частоколом, мало замок, від якого до правого берега Псла, де були болота і ліси, тягнувся вузький довгий міст. Повстанці укріпили Голтву і стали чекати на підмогу.
Потоцький також зайняв позиції під Голтвою на початку травня. Свій табір він обвів валом, що тягнувся між берегами річок. 25 квітня С. Потоцький відправив на правий берег Псла два полки іноземної піхоти й кілька тисяч реєстровців з завданням здобути замок з протилежної від мосту сторони. Острянин розгадав цей план і послав у тил цьому загонові досить значні сили повстанців. Перейшовши річку Караїмович намагався на мосту підступити до замкової брами, але був зустрінутий сильним вогнем. Втративши багато вбитими і пораненими (був поранений і Караїмович), загін спробував повернутися до переправи, щоб перейти на лівий берег. Однак повстанці вже завалили дорогу деревами і звідти відкрили згубний вогонь. Вороги мусили шукати порятунку в лісовому болоті і були майже цілком знищені. За словами тогочасного історика врятувалося тільки 18 чоловік.
Штурм повстанського табору, розпочатий наступного дня Потоцьким, був відбитий з великими втратами для останнього. Більше того, в тил війську Речі Посполитої вдарила повстанська піхота, заздалегідь послана в обхід. Вона відкинула й кінноту Потоцького, коли та заступила їй дорогу.
Зазнавши поразки, Потоцький 1 травня відійшов до Лубен, дуже вигідний для оборони пункт, і послав до коронного гетьмана в Бар гінців з проханням про допомогу. Острянин рушив слідом за Потоцьким на Лубни, маючи на меті розбити противника до одержання ним підмоги. Сам він не покидав надії на прибуття нових повстанських загонів. І справді — військо його швидко зросло до 12 тисяч чоловік.
6 травня під Лубнами між повстанцями і урядовим військом (Потоцький мав близько 6 тисяч чоловік) почався жорстокий бій. Надвечір повстанці дужим ударом примусили ворога повернути назад. Військо Потоцького кинулося на міст, що вів у Лубни, але міст завалився і поховав під собою багато жовнірів та реєстровців. Битва послабила обидві сторони, не давши жодній із них переваги, але Потоцький був у кращому становищі: він замкнувся у Лубнах, а Острянин лишився в полі. Тому Острянин почав відходити на північний схід, а потім повернув на Миргород. Довідавшись, що на допомогу Стефану Потоцькому вже рушили Микола Потоцький та Ярема Вишневецький, Острянин, обійшовши Лубни з півдня, рушив через Лукомль на Сліпорід. На дорогу, яка вела з Пирятина в Лубни, Острянин вислав полк отамана Сокирявого (1,5 тисяч чоловік) із завданням ударити звідти на Лубни в момент, коли на них наступатиме Острянин з головними силами. Але цьому плану не вдалося збутися. У Лубни 29 травня прибув Я.Вишневецький з приблизно 2 тисячами воїнів і 12 гарматами. Коли Острянин наблизився до Сліпорода, на нього вдарили всіма силами С. Потоцький і Я. Вишневецький. Бій тривав цілий день. Вночі Острянин відійшов до Лукомля, а звідти — вздовж Сули на Жовнин, де отаборився.
3(13).VI.1638 річпосполитське військо оточило повстанців і вдерлося в їхній табір. Вважаючи Жовнинську битву 1638 року програною, Я. Острянин з частиною війська переправився через Сулу і відступив на Слобідську Україну під захист Московської держави. Повстанці, що залишилися на місці, продовжували боротьбу. Вони обрали гетьманом Д. Т. Гуню. Відступивши до гирла р. Сули (де впадає в неї р. Старець), вони збудували міцно укріплений табір і протягом червня-липня героїчно оборонялися від ворога. Проте, позбавлені допомоги ззовні та відчуваючи гостру нестачу провіанту, змушені були капітулювати. Лише частині козаків під проводом Д.Гуні вдалося прорвати оточення і пробитися на Дон у межі Московської держави. Придушивши повстання, шляхта Речі Посполитої вчинила нещадну розправу над повсталими.

## Наслідки
Селянсько-козацькі повстання 30-х років XVII століття були провісниками визвольної війни українського народу 1648—1657 рр.